# Gavin Maguire
Gavin Terence Maguire (Londra, 24 novembre 1967) è un ex calciatore inglese naturalizzato gallese, di ruolo difensore.